# Autenti
Autenti (łac. Diocesis Autentensis) – stolica historycznej diecezji w Cesarstwie rzymskim w prowincji Byzacena, współcześnie w Tunezji. Obecnie katolickie biskupstwo tytularne.

## Biskupi tytularni
| Lp. | Biskup                          | Funkcja                                                   | Od              | Do                   |
| --- | ------------------------------- | --------------------------------------------------------- | --------------- | -------------------- |
| 1   | José Metzinger Greff            | biskup-prałat Ayaviri (Peru)                              | 4 kwietnia 1964 | 23 października 1992 |
| 2   | Francisco Ovidio Vera Intriago  | biskup pomocniczy Portoviejo (Ekwador)                    | 16 grudnia 1992 | 21 kwietnia 2014     |
| 3   | Gilberto Alfredo Vizcarra Mori  | wikariusz apostolski Jaén (Peru)                          | 11 czerwca 2014 | 11 lutego 2025       |
| 4.  | Andrés Amaury Rosario Henriquez | biskup pomocniczy Santiago de los Caballeros (Dominikana) | 23 czerwca 2025 |                      |